# Чарноцин (гміна, Пйотрковський повіт)
Гміна Чарноцин (пол. Gmina Czarnocin) — сільська гміна у центральній Польщі. Належить до Пйотрковського повіту Лодзинського воєводства.
Станом на 31 грудня 2011 у гміні проживало 4081 особа.

## Площа
Згідно з даними за 2007 рік площа гміни становила 72.74 км², у тому числі:
- орні землі: 86.00%
- ліси: 7.00%

Таким чином, площа гміни становить 5.09% площі повіту.

## Населення
Станом на 31 грудня 2011:
| Опис     | Загалом | Загалом | Чоловіки | Чоловіки | Жінки | Жінки |
| -------- | ------- | ------- | -------- | -------- | ----- | ----- |
| одиниця  | осіб    | %       | осіб     | %        | осіб  | %     |
| все      | 4081    | 100     | 1985     | 48.64    | 2096  | 51.36 |
| міське   | 0       | 100     | 0        |          | 0     |       |
| сільське | 4081    | 100     | 1985     | 48.64    | 2096  | 51.36 |

## Сусідні гміни
Гміна Чарноцин межує з такими гмінами: Бендкув, Бруйце, Мощениця, Тушин.